# Игра началась (Родина)
Игра началась (англ. «Game On») — четвёртый эпизод третьего сезона американского драматического телесериала «Родина», и 28-й во всём сериале. Премьера состоялась на канале Showtime 20 октября 2013 года.

## Сюжет
Дана (Морган Сэйлор) помогает Лео (Сэм Андервуд) сбежать из больницы, и они отправляются в бега вместе на машине Джессики (Морена Баккарин). Они идут к могиле брата Лео, и их разговор показывает, что его брат совершил самоубийство. Дана затем отвозит его на базу, где служил её отец, и говорит, что день, когда он попрощался с ней до отбытия в Ирак, был последним, когда он был с ней честен. Джессика и Майк (Диего Клаттенхофф), с которым она сейчас встречается, встречают родителей Лео, которые называют Дану "дурным влиянием", и они говорят, что знают, кто её отец. Майк начинает расследовать Лео, и выясняет, что его отправили в больницу как часть соглашения о признании вины — в полиции считают, что он был ответственен за смерть своего брата.
Фара (Назанин Бониади) отслеживает деньги за взрывом в Лэнгли к иранскому звёздному игроку футбола, который умер несколько лет назад. Сол (Мэнди Патинкин) полагает, что истинный виновник использует ложную личность.
Кэрри (Клэр Дэйнс) присутствует на слушании компетентности, с видимо хорошими шансами быть выпущенной из психиатрической больницы. В её освобождении было отказано, однако, из-за директивы Министерства юстиции США, обозначая её как угрозу безопасности. Она звонит своему отцу и говорит ему сказать Солу, что она сделает всё, что он попросит, если он выпустит её. Вскоре после этого выяснилось, что судья апелляционного суда Вашингтона дал освобождение Кэрри, что побуждает Сола заморозить её банковские счета, конфисковать её машину и поставить её под наблюдение. Когда Кэрри возвращается домой, там её ждёт Франклин (Джейсон Батлер Харнер), и просит её ещё раз, чтобы она встретилась с его клиентом. Она сначала отказывается, но после того, как Франклин раскрывает, что его фирма способствовала её освобождению наряду с обещанием постоянно держать её вне больницы, она соглашается. Она встречается с клиентом, Лилендом Беннеттом (Мартин Донован), юристом банка, имеющим связи с иранскими террористами, в том числе организаторами взрыва в Лэнгли. Беннетт просит её дать информацию о ЦРУ в обмен на их защиту от репрессий агентства против неё; он говорит, что агентство уничтожит её, так или иначе, если она не примет сделку. Кэрри принимает сделку, но отказывается называть каких-либо агентов при исполнении.
Этой ночью, Кэрри идёт к дому Сола, и выясняется, что испытания госпитализации были частью тщательно разработанной, секретной операции, чтобы внедриться в группу иранских террористов, стоящих за взрывом.

## Производство
Дэвид Наттер стал режиссёром эпизода. Сосоздатель Алекс Ганса и консультирующий продюсер Джеймс Йошимура написали сценарий к эпизоду; это первый эпизод сериала, к которому Йошимура написал сценарий. В роли приглашённых звёзд появились бывшие регулярные актёры сериала Диего Клаттенхофф и Дэвид Марчиано, которые были понижены со статуса основного актёрского состава после завершения второго сезона.

## Реакция

### Реакция критиков
Критический анализ в основном центрируется на ключевом сюжетном повороте в конце эпизода. Некоторые критики негативно отреагировали. Тим Суретт из TV.com критиковал поворот за длину, сказав, что всякие ухищрения сдерживались слишком долго.
Другие критики посчитали, что поворот повысил перспективы сезона. Шон Т. Коллинз из «Rolling Stone» назвал это "оглушительным успехом", и что поворот порождает новые и интересные вопросы в дополнение к ответам, которые он предоставляет.

### Рейтинги
Эпизод посмотрели 1.77 миллионов зрителей во время первого показа, слегка снизившись по сравнению с эпизодом прошлой недели.